# 石井祐里枝
石井 祐里枝（いしい ゆりえ、1997年5月24日 - ）は、セント・フォース所属のフリーアナウンサー。

## 来歴
千葉県出身、日本女子大学文学部日本文学科卒業。実家が兼業農家。
2018年ミス日本女子大学準グランプリや日テレ学院のイベントコンパニオンを経て、2020年に北海道文化放送に入社。2020年6月20日に初鳴きとなった。
2022年7月11日から東京支社の営業部に異動。2022年12月31日をもって退職。
2023年1月よりセント・フォース所属および、名古屋テレビ放送（メ～テレ）の契約アナウンサーとなった。
2024年3月をもってメ～テレを寿退社し、地元の千葉へ帰郷 。
2025年5月22日、第1子の妊娠をInstagramで発表した。

## 人物
趣味は読書、散歩、農作業、サウナ。特技は書道。普通自動車第一種運転免許(AT)、日本漢字能力検定2級、書道6段、秘書検定2級などの資格を保有。

## 過去の担当番組
北海道文化放送時代
- こちら札幌市中央区大通公園前時計台ビル派出所（AIR-G'、2021年4月3日 - 不定期出演）巡査[11]
- いっとこ! みんテレ（2020年8月8日 -不定期出演）リポーター[12]
- SASARU（2020年10月 - 不定期）ナレーション[13]
- UHBニュース

メーテレ時代
- アップ!（2023年8月9日 - 9月27日、水曜サブキャスター）
- ドデスカ!ドようびデス。（2023年1月 - 2024年3月29日）リポーター
- ドデスカ!+（2023年10月7日 - 2024年3月29日）金曜フィールドキャスター
- メ〜テレNEWS